# Saparmurat Atayevich Niyazov

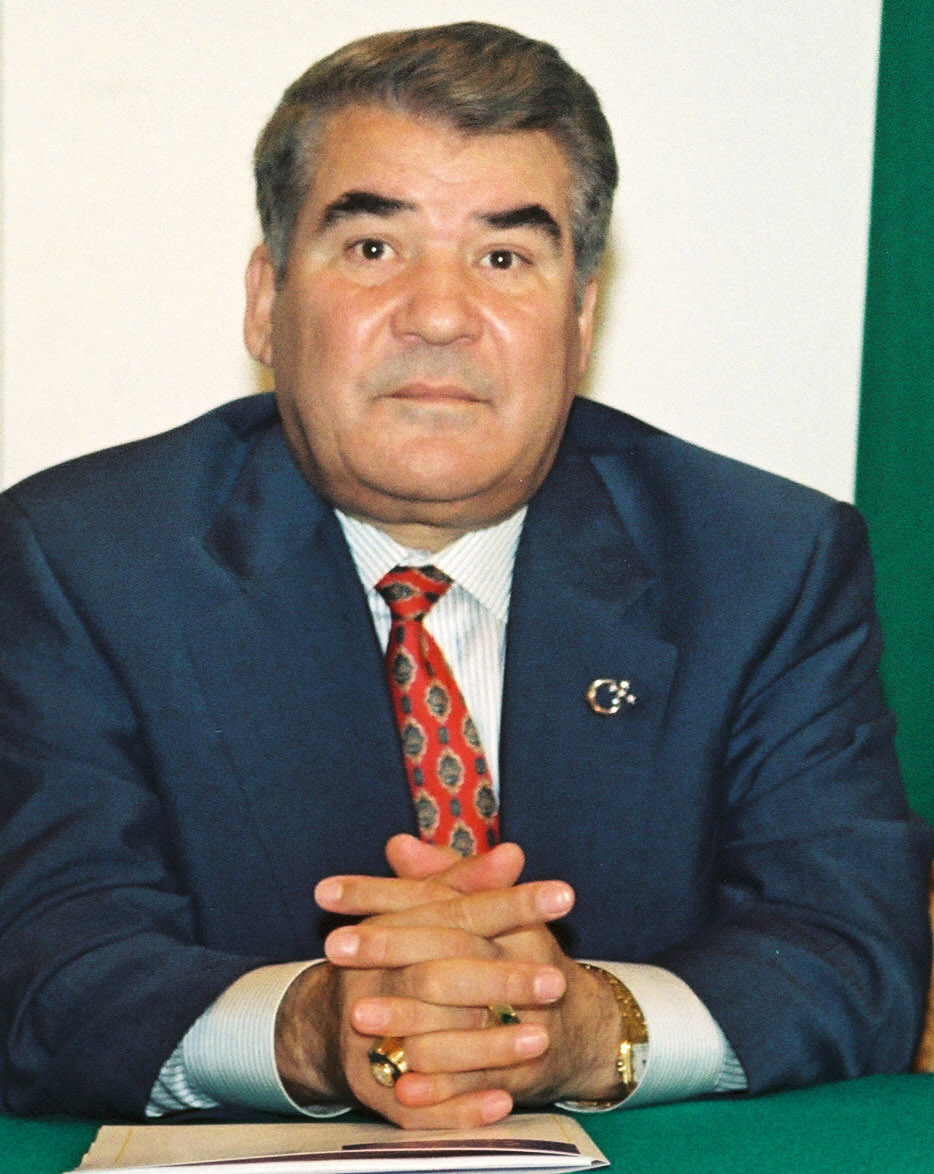
Saparmurat Atayevich Niyazov năm 1998

Saparmurat Atayevich Niyazov (chuyển tự tiếng Nga Сапармурат Атаевич Ниязов, từ tên tiếng Turkmen Saparmyrat Ataýewiç Nyýazow; 1940–2006) là cựu nguyên thủ của Turkmenistan từ 1985 đến khi từ trần ngày 21 tháng 12 năm 2006. Ông đã từng đảm đương các trọng trách Chủ tịch Hội đồng Bộ trưởng nước Cộng hoà Xã hội chủ nghĩa Xô viết Turkmenistan (trong thành phần Liên Xô) từ 1985 đến 1991, Chủ tịch Xô viết Tối cao Turkmenistan năm 1990, và Bí thư thứ nhất Trung ương đảng Cộng sản Turkmenistan trong thời gian 1985–1991. Ông trở thành Tổng thống Turkmenistan đầu tiên vào tháng 10 năm 1990, và thường được ca ngợi là một Turkmenbashi (Türkmenbaşy), "Người cha đáng kính của mọi người dân Turkmenistan".
Báo chí ngoại quốc chỉ trích ông là một trong những nhà độc tài đàn áp nhất trong thế giới, nhấn mạnh rằng ông có tiếng về bắt cả nước phải bắt chước những tính lập dị của ông. Ông nổi tiếng ở phương Tây về tôn sùng cá nhân (cult of personality) do ông thành lập ở Turkmenistan.
Tháng 12 năm 1999, Quốc hội Turkmenistan thông qua luật cho phép Niyazov giữ chức Tổng thống vô thời hạn (President for Life). Ông đã từ trần tại Aşgabat đêm 20 rạng sáng ngày 21 tháng 12 theo giờ địa phương, do tim đột ngột ngừng đập, thọ 66 tuổi. Nguyên nhân có thể là do bệnh tiểu đường, nhưng có người cho rằng ông có thể bị bỏ thuốc độc. Lễ tang Tổng thống Saparmurat Niyazov được tổ chức vào ngày 24 tháng 12 năm 2006.